# Local Idol Best!
Local Idol Best!, estilizado como LOCAL IDOL BEST!, é uma coletânea musical lançada pela gravadora Toy's Factory em 18 de julho de 2012. O álbum reune canções de dez grupos idol japoneses populares, provenientes de várias partes do país, servindo como uma "compilação nacional".

## Faixas
Local Idol Best! reune dez faixas, dos grupos LinQ (Fukuoka), Hime Kyun Fruit Can (Ehime), Dorothy Little Happy (Sendai), Bb (Sendai), Babymetal (Tóquio), Dempagumi.inc (Tóquio), Negicco (Niigata), Shizukaze (Nagoia), Mary Angel (Osaka) e Jewel Kiss (Hokkaido). Apesar de ser uma compilação, o álbum inclui trabalhos inéditos.
| N.º | Título                                                                | Intérprete           | Duração |  |
| 1.  | "Hajimemashite" (ハジメマシテ; Prazer em Conhecê-lo)                  | LinQ                 | 4:45    |  |
| 2.  | "Koi no Binetsu" (恋の微熱; Ligeira Febre de Amor)                    | Hime Kyun Fruit Can  | 3:49    |  |
| 3.  | "NO:ID"                                                               | Bb                   | 3:44    |  |
| 4.  | "Koi no Express Train" (恋のEXPRESS TRAIN; Trem Expresso do Amor)     | Negicco              | 4:27    |  |
| 5.  | "Koi Hana -Lovers Flower-" (恋華 -Lovers Flower-; Os Amantes da Flor) | Jewel Kiss           | 5:06    |  |
| 6.  | "Like an Angel" (Como Um Anjo)                                        | Mary Angel           | 5:00    |  |
| 7.  | "Life Goes On" (Life goes on; A Vida Segue)                           | Dorothy Little Happy | 4:38    |  |
| 8.  | "Pink no Rocket" (PINKのロケット☆彡; Foguete Rosa)                    | Shizukaze            | 4:43    |  |
| 9.  | "Iine!" (いいね！; Isso É Bom, Não É?!)                               | Babymetal            | 4:12    |  |
| 10. | "Kuchiduke Kibonnu" (くちづけキボンヌ)                                | Dempagumi.inc        | 4:57    |  |